# Patrick Aduma
Patrick Aduma  (Lagos, Nigeria; 7 de agosto de 1966 - Buenos Aires, Argentina; 17 de septiembre de 2010) fue un actor nigeriano-argentino de cine, teatro y televisión.

## Carrera
Nacido en Nigeria llegó a la Argentina en 1989, vivió en Olivos (Buenos Aires) en la  casa del embajador de Nigeria.
En 1996 tuvo su primer debut en cine en Canción desesperada con Rodolfo Ranni. En el 2006 trabajó en otras tres películas: The Third Pint con Ramiro Ramos y Cecilia Dopazo, ¿Quién dice que es fácil? protagonizada por Diego Peretti y Carolina Peleritti, y  Cobrador, in god we trust. En el 2007 actuó en su última película argentina Hotel Tívoli con Christopher de Andrés y  Valeria Bertuccelli, una coproducción con España. En el 2009 fue convocado para trabajar en la película con coproducción con  Francia, Lucky Luke, con Jean Dujardin y Sylvie Testud.
En televisión trabajó en varios capítulos de Los simuladores (El colaborador foráneo, entre otros) durante los años 2002 y 2003, donde se hizo conocido gracias a su peculiar personaje  de Douglas Jones, un profesor de inglés que ayuda a Diego Peretti, Federico D'Elía, Alejandro Fiore y Martín Seefeld. En el 2005 trabajó en la tira de Pol-Ka, Sin código, y en el 2010 en Todos contra Juan con Gastón Pauls.
Con algunos antecedentes de trastornos cardíacos, el actor Patrick Aduma falleció de muerte súbita mientras dormía en su hogar el 17 de septiembre de 2010. Sus restos descansan en el panteón de la Asociación Argentina de Actores del cementerio de La Chacarita. Tenía 44 años.

## Televisión
| Año       | Título            | Rol           | Notas            |
| --------- | ----------------- | ------------- | ---------------- |
| 2002/2003 | Los simuladores   | Douglas Jones | Actor de reparto |
| 2005      | Sin código        | Mipete        | Actor invitado   |
| 2010      | Todos contra Juan | Seguridad     | Actor de reparto |

## Filmografía
| Cine | Cine                      | Cine                     | Cine                | Cine                  | Cine  | Cine                                                                             |
| Año  | Película                  | Producción               | Dirección           | Personaje             | Notas | País                                                                             |
| ---- | ------------------------- | ------------------------ | ------------------- | --------------------- | ----- | -------------------------------------------------------------------------------- |
| 1996 | Canción desesperada       | Julio Fernández Baraibar | Jorge Coscia        | Hombre con calor      |       | Bandera de Argentina                                                             |
| 2006 | The Third Pint            | Marcos Barboza           | Luciano Podcaminsky |                       |       | Bandera de Argentina · Bandera de Inglaterra                                     |
| 2006 | ¿Quién dice que es fácil? | Hernán Musaluppi         | Juan Taratuto       | Amigo de Andrea       |       | Bandera de Argentina                                                             |
| 2006 | Cobrador, in god we trust | Bertha Navarro           | Paul Leduc          | Dr. Wolf              |       | Bandera de Argentina · Bandera de España · Bandera de Brasil · Bandera de México |
| 2007 | Hotel Tívoli              | Antón Reixa              | Antón Reixa         | Malcolm               |       | Bandera de Argentina · Bandera de España                                         |
| 2009 | Lucky Luke                |                          | James Huth          | Pianista de calamidad |       | Bandera de Argentina · Bandera de Francia                                        |